# International Working Test 2014
International Working Test 2014 (IWT 2014) byl XXIII. ročník mezinárodní soutěže retrieverů ve working testech, který se konal 5. a 6. července 2016 v Dánsku poblíž města Skive. Pořadatelem soutěže byl Dansk Retriever Klub (DRK).
Soutěže se zúčastnilo 36 týmů (31 národních týmů a 5 národních free týmů) ze 12 zemí. Vítězem se stal národní tým Dánska (1) před národními týmy Dánska (2) a Maďarska (2).
Rozhodčími byli  Fons Exelmans,  Bruno Julien,  David Latham,  Damian Newman,  Allan Schofield,  Carsten Andersen,  Boye Rasmussen.
Oficiální dummy soutěže byly vyrobeny slovenskou firmou Firedog v zelené barvě s černým nápisem IWT 2014.

## Přihlášené týmy
Maximální počet startujících byl stanoven 36 týmů. Každá členská země mohla vyslat maximálně 3 národní týmy. Zbývající počet týmů do maxima byl k dispozici pro free týmy.
Před zahájením zrušil start národní tým 1 z Rakouska a z důvodu zranění psa, zrušit start i národní tým 1 a vítěz posledních dvou ročníků z Maďarska. Vzniklá dvě místa byla doplněna o dánské free týmy Team FT-Denmark a Golden Surprise.
| Obhajující tým (0) | |
| Národní týmy (31)  | - Belgie (2) - Česko (1) - Dánsko (4) - Finsko (4) - Itálie (1) - Maďarsko (1) - Německo (4) - Nizozemsko (3) - Norsko (4) - Rakousko (2) - Švédsko (4) - Švýcarsko (1) |
| Free týmy (5)      | - Dánsko (3) - Německo (1) - Švédsko (1) |

### České týmy
Soutěže se zúčastnil pouze jeden národní týmy, který byl nominován Retriever Sportem CZ (RSCZ).
| Název týmu | Nominován spolkem | Vůdce         | Vůdce        | Vůdce          | Vůdce             | Pes                | Pes     | Pes          | Pes            | Pes               |
| Název týmu | Nominován spolkem | Jméno         | Počet účastí | Poslední start | Nejlepší umístění | Jméno              | Plemeno | Počet účastí | Poslední start | Nejlepší umístění |
| ---------- | ----------------- | ------------- | ------------ | -------------- | ----------------- | ------------------ | ------- | ------------ | -------------- | ----------------- |
| Česko (1)  | RSCZ              | Martin Incédi | 2            | 2013           | 26 (2013)         | Blackthorn Biham   | LR      | 2            | 2013           | 26 (2013)         |
| Česko (1)  | RSCZ              | Táňa Incédi   | 2            | 2013           | 26 (2013)         | Blackthorn Giansar | LR      | 2            | 2013           | 26 (2013)         |
| Česko (1)  | RSCZ              | Petr Bubeník  | 3            | 2013           | 16 (2011)         | Blackthorn Gandalf | LR      | 2            | 2013           | 30 (2012)         |

## Rozdělení do skupin
Na začátku každého soutěžního dne byly týmy rozděleny skupin. První den do sedmy skupin a druhý den do čtyř skupin podle startovních čísel. Během dne každý tým absolvoval sedm resp. čtyři testy. Rozdělení do skupin určovalo, kterým testem tým začínal.
| I. den | I. den           | I. den  |
| ------ | ---------------- | ------- |
| Test 1 | Boye Rasmussen   | 1 ÷ 5   |
| Test 2 | Fons Exelmans    | 6 ÷ 10  |
| Test 3 | Carsten Andersen | 11 ÷ 15 |
| Test 4 | David Latham     | 16 ÷ 20 |
| Test 5 | Allan Schofield  | 21 ÷ 25 |
| Test 6 | Bruno Julien     | 26 ÷ 30 |
| Test 7 | Damien Newman    | 31 ÷ 36 |

| II. den | II. den                         | II. den       |
| ------- | ------------------------------- | ------------- |
| Test 8  | Fons Exelmans Damien Newman     | 3 ÷ 12        |
| Test 9  | Carsten Andersen                | 13 ÷ 21       |
| Test 10 | Bruno Julien David Latham       | 22 ÷ 29       |
| Test 11 | Allan Schoefield Boye Rasmussen | 30 ÷ 36, 1, 2 |

## Místo konání
Soutěž proběhla ve vřesovištích u břehu jezera Flyndersø poblíž města Skive nacházejícího se ve střední části Jutského poloostrova.
| Skive |

## Konečné hodnocení
Výsledková listina:
| Poz. | Země / název týmu | St. č. | Vůdce                     | Pes                                    | Plemeno | Test 1 | Test 2 | Test 3 | Test 4 | Test 5 | Test 6 | Test 7 | Test 8 | Test 9 | Test 10 | Test 11 | Body | Celk. body |
| ---- | ----------------- | ------ | ------------------------- | -------------------------------------- | ------- | ------ | ------ | ------ | ------ | ------ | ------ | ------ | ------ | ------ | ------- | ------- | ---- | ---------- |
| 1    | Dánsko (1)        | 1A     | Brian Rasmussen           | Batmoors' Hill Clyde                   | LR      | 19     | 16     | 14     | 16     | 20     | 20     | 19     | 20     | 20     | 20      | 19      | 203  | 600        |
| 1    | Dánsko (1)        | 1B     | Danny Fraser –            | Fendawood Able                         | LR      | 15     | 18     | 12     | 19     | 19     | 15     | 19     | 20     | 20     | 17      | 18      | 192  | 600        |
| 1    | Dánsko (1)        | 1C     | Tanja Thorsen             | Swaine Nidian                          | LR      | 18     | 14     | 18     | 19     | 19     | 19     | 19     | 20     | 20     | 19      | 20      | 205  | 600        |
| 2    | Dánsko (2)        | 5A     | Jon Andersen –            | Andjøh's Rafal Nadal                   | LR      | 15     | 12     | 10     | 11     | 20     | 20     | 19     | 16     | 16     | 15      | 19      | 173  | 569        |
| 2    | Dánsko (2)        | 5B     | John Juul Henriksen       | Stenhøjgårds Cille-Lovis               | LR      | 17     | 18     | 18     | 19     | 17     | 20     | 19     | 20     | 18     | 18      | 18      | 202  | 569        |
| 2    | Dánsko (2)        | 5C     | Ove Simonsen              | Lærkereden's Ask                       | LR      | 17     | 16     | 12     | 18     | 17     | 20     | 19     | 19     | 20     | 20      | 16      | 194  | 569        |
| 3    | Maďarsko (2)      | 17A    | Rita Kökény –             | Garagill Pike                          | LR      | 16     | 12     | 12     | 20     | 16     | 19     | 18     | 20     | 18     | 19      | 15      | 185  | 548        |
| 3    | Maďarsko (2)      | 17B    | Krisztian Sosztarich      | Blackthorn Ascella                     | LR      | 18     | 16     | 14     | 19     | 15     | 19     | 20     | 20     | 16     | 19      | 13      | 189  | 548        |
| 3    | Maďarsko (2)      | 17C    | Katalin Megyeri           | Blackthorn Fair                        | LR      | 17     | 16     | 18     | 20     | 17     | 19     | 10     | 18     | 10     | 19      | 10      | 174  | 548        |
| 4    | Norsko (4)        | 6A     | Trond Pettersen           | Djurbergas Dikes Flycatcher            | LR      | 15     | 16     | 20     | 18     | 18     | 20     | 17     | 20     | 18     | 18      | 18      | 198  | 543        |
| 4    | Norsko (4)        | 6B     | Per A. Lier               | Meadowlark Ballyrush                   | LR      | 17     | 12     | 12     | 20     | 16     | 20     | 15     | 20     | 18     | 16      | 16      | 182  | 543        |
| 4    | Norsko (4)        | 6C     | Trond Gjøtterud –         | Searover Kits Dog                      | LR      | 20     | 6      | 12     | 18     | 18     | 18     | 0      | 20     | 17     | 15      | 19      | 163  | 543        |
| 5    | Itálie (1)        | 34A    | Angelo Zoccali –          | Kara                                   | LR      | 18     | 16     | 17     | 20     | 16     | 4      | 19     | 17     | 15     | 18      | 20      | 180  | 540        |
| 5    | Itálie (1)        | 34B    | Paolo Guardamagna         | Adam                                   | LR      | 18     | 18     | 19     | 20     | 17     | 11     | 20     | 17     | 20     | 18      | 15      | 193  | 540        |
| 5    | Itálie (1)        | 34C    | Salvatore Zappavigna      | Thegrowingericemotion                  | LR      | 14     | 14     | 17     | 8      | 18     | 14     | 11     | 18     | 18     | 17      | 18      | 167  | 540        |
| 6    | Německo (3)       | 27A    | Volker Herrmann –         | Starcreek Infinity                     | LR      | 14     | 18     | 0      | 18     | 19     | 16     | 19     | 20     | 20     | 17      | 18      | 179  | 538        |
| 6    | Německo (3)       | 27B    | Christiane Hebecker       | Enja Rhia vom Alten Trappistenkloster  | LR      | 17     | 16     | 20     | 19     | 19     | 14     | 11     | 18     | 16     | 18      | 17      | 185  | 538        |
| 6    | Německo (3)       | 27C    | Beate Breuer              | Chesdale Alpina                        | CBR     | 18     | 12     | 14     | 17     | 18     | 17     | 0      | 20     | 20     | 19      | 19      | 174  | 538        |
| 7    | Švédsko (1)       | 11A    | Lena Bratsberg-Karlsson – | Searover Tans Jill                     | LR      | 15     | 18     | 0      | 15     | 16     | 19     | 19     | 20     | 16     | 20      | 18      | 176  | 532        |
| 7    | Švédsko (1)       | 11B    | Ingela Funck              | Searover Kits Pim                      | LR      | 14     | 0      | 19     | 20     | 18     | 15     | 19     | 12     | 15     | 19      | 19      | 170  | 532        |
| 7    | Švédsko (1)       | 11C    | Jeanette Arleheim         | Searover Tans Twinkle                  | LR      | 20     | 20     | 20     | 17     | 18     | 17     | 12     | 16     | 10     | 19      | 17      | 186  | 532        |
| 8    | German Blackthorn | 7A     | Bernd Janich –            | Blackthorn Enki                        | LR      | 19     | 12     | 20     | 18     | 20     | 18     | 15     | 20     | 14     | 17      | 15      | 188  | 531        |
| 8    | German Blackthorn | 7B     | Rainer Scesny             | Blackthorn Ireneus                     | LR      | 19     | 16     | 16     | 19     | 18     | 19     | 19     | 16     | 16     | 14      | 15      | 187  | 531        |
| 8    | German Blackthorn | 7C     | Raier Schmidt             | Drakeshead Vogue                       | LR      | 16     | 16     | 0      | 15     | 19     | 15     | 15     | 17     | 10     | 15      | 18      | 156  | 531        |
| 9    | Německo (2)       | 10A    | Anna Parisi –             | Silent Worker's Ambra                  | LR      | 16     | 8      | 12     | 18     | 20     | 19     | 20     | 14     | 14     | 19      | 20      | 180  | 529        |
| 9    | Německo (2)       | 10B    | Danielle Weyerer          | Barkley of Sinders Stream Valley       | LR      | 16     | 18     | 0      | 19     | 19     | 14     | 20     | 20     | 14     | 18      | 20      | 178  | 529        |
| 9    | Německo (2)       | 10C    | Valeska Berentzen         | Ragweed's Irven                        | LR      | 17     | 16     | 14     | 15     | 18     | 19     | 8      | 18     | 8      | 18      | 20      | 171  | 529        |
| 10   | Švédsko (3)       | 3A     | Karin Thunander –         | Streamlight's Danas Jackie             | LR      | 10     | 16     | 18     | 16     | 14     | 20     | 20     | 15     | 20     | 17      | 20      | 186  | 526        |
| 10   | Švédsko (3)       | 3B     | Ulla Wrange               | Streamlight's Choice Bess              | LR      | 12     | 8      | 4      | 19     | 15     | 20     | 18     | 14     | 18     | 15      | 20      | 163  | 526        |
| 10   | Švédsko (3)       | 3C     | Lena Westerman            | Streamlight's Cayos Gillie             | LR      | 14     | 16     | 14     | 20     | 14     | 20     | 14     | 20     | 20     | 10      | 15      | 177  | 526        |
| 11   | Švédsko (2)       | 25A    | Ingela Karlsson –         | Coatfloats Marimekko                   | FCR     | 18     | 0      | 20     | 17     | 19     | 19     | 19     | 18     | 18     | 19      | 14      | 181  | 514        |
| 11   | Švédsko (2)       | 25B    | Anna-Lena Wendt           | Waternuts Caleigh                      | FCR     | 14     | 16     | 18     | 18     | 18     | 18     | 20     | 17     | 20     | 10      | 17      | 186  | 514        |
| 11   | Švédsko (2)       | 25C    | Andreas Josefsson         | Straight Flush Velvet Vega             | FCR     | 20     | 18     | 14     | 16     | 0      | 20     | 0      | 20     | 20     | 19      | 0       | 147  | 514        |
| 12   | Finsko (2)        | 22A    | Pasi Pöppönen –           | Namusillan Tuulihaukka                 | LR      | 16     | 18     | 16     | 19     | 18     | 17     | 19     | 20     | 16     | 17      | 16      | 192  | 513        |
| 12   | Finsko (2)        | 22B    | Teijo Kostian             | Namusillan Maakotka                    | LR      | 18     | 0      | 8      | 20     | 18     | 17     | 15     | 15     | 14     | 20      | 19      | 164  | 513        |
| 12   | Finsko (2)        | 22C    | Pekka Mykkänen            | Namusillan Kielo                       | LR      | 19     | 12     | 12     | 16     | 10     | 20     | 0      | 18     | 19     | 19      | 12      | 157  | 513        |
| 13   | Norsko (2)        | 23A    | Magnus Ånsløkken –        | Searover Loading Kevin                 | LR      | 20     | 20     | 15     | 6      | 12     | 6      | 17     | 20     | 0      | 14      | 16      | 146  | 513        |
| 13   | Norsko (2)        | 23B    | Bjarne Holm               | Waternuts High And Mighty              | FCR     | 20     | 20     | 18     | 18     | 20     | 17     | 19     | 18     | 10     | 20      | 19      | 199  | 513        |
| 13   | Norsko (2)        | 23C    | Morten Egeberg            | Searover Kits Poker                    | LR      | 16     | 18     | 18     | 15     | 0      | 20     | 10     | 18     | 16     | 19      | 18      | 168  | 513        |
| 14   | Djurbergas        | 30A    | Inga-Lena Djurberg –      | Searover Kits Dike                     | LR      | 19     | 16     | 0      | 17     | 20     | 18     | 15     | 20     | 18     | 19      | 19      | 181  | 509        |
| 14   | Djurbergas        | 30B    | Anna-Lena Bäck            | Djurbergas Keepers Butts               | LR      | 17     | 16     | 8      | 17     | 20     | 17     | 14     | 12     | 20     | 16      | 19      | 176  | 509        |
| 14   | Djurbergas        | 30C    | Hans Westblad             | Djurbergas Aria                        | LR      | 16     | 18     | 18     | 12     | 17     | 17     | 0      | 20     | 15     | 19      | 0       | 152  | 509        |
| 15   | Rakousko (3)      | 15A    | Bernhard Schopf –         | Flash of Hopeful Image                 | LR      | 17     | 16     | 20     | 14     | 17     | 18     | 20     | 20     | 14     | 17      | 18      | 191  | 508        |
| 15   | Rakousko (3)      | 15B    | Ivonne Brunold            | Beechdale's Dusty Hazel                | LR      | 17     | 20     | 12     | 19     | 18     | 13     | 17     | 15     | 12     | 10      | 17      | 170  | 508        |
| 15   | Rakousko (3)      | 15C    | Waldemar Allmeier         | Scholly's Elvis                        | LR      | 19     | 14     | 6      | 15     | 17     | 18     | 0      | 20     | 18     | 20      | 0       | 147  | 508        |
| 16   | Švýcarsko (1)     | 24A    | Ruben Krausz –            | Quackskill Skookum Chuck               | LR      | 15     | 0      | 10     | 19     | 15     | 19     | 20     | 20     | 17     | 16      | 16      | 167  | 502        |
| 16   | Švýcarsko (1)     | 24B    | Béatrice Loetscher        | Funnyline Fieldquest J.B.              | GRR     | 14     | 20     | 10     | 16     | 18     | 12     | 18     | 13     | 18     | 16      | 17      | 172  | 502        |
| 16   | Švýcarsko (1)     | 24C    | Silvana Mahler            | Limcreek Aragon Corona                 | LR      | 18     | 16     | 0      | 20     | 12     | 18     | 0      | 20     | 20     | 20      | 19      | 163  | 502        |
| 17   | Team FT-Denmark   | 20A    | Morten Rasmussen –        | Tanjin Gismo                           | GR      | 8      | 18     | 20     | 19     | 15     | 18     | 14     | 16     | 12     | 11      | 16      | 167  | 501        |
| 17   | Team FT-Denmark   | 20B    | Luise Rasmussen           | Nuthatch Blue Sky Pipa                 | LR      | 14     | 18     | 20     | 19     | 20     | 18     | 13     | 12     | 0      | 10      | 12      | 156  | 501        |
| 17   | Team FT-Denmark   | 20C    | Peter Abel                | Lærkereden's Sejer                     | LR      | 18     | 16     | 16     | 17     | 19     | 19     | 0      | 20     | 20     | 18      | 15      | 178  | 501        |
| 18   | Česko (1)         | 12A    | Martin Incédi –           | Blackthorn Biham                       | LR      | 15     | 14     | 18     | 17     | 18     | 19     | 20     | 18     | 18     | 18      | 15      | 190  | 493        |
| 18   | Česko (1)         | 12B    | Tána Incédi               | Blackthorn Giansar                     | LR      | 11     | 18     | 19     | 17     | 19     | 12     | 19     | 15     | 14     | 15      | 12      | 171  | 493        |
| 18   | Česko (1)         | 12C    | Petr Bubeník              | Blackthorn Gandalf                     | LR      | 19     | 18     | 12     | 0      | 20     | 17     | 10     | 13     | 10     | 0       | 13      | 132  | 493        |
| 19   | Finsko (1)        | 2A     | Mika Lappalainen –        | Rushbrigg Norton                       | LR      | 14     | 14     | 0      | 19     | 13     | 20     | 16     | 20     | 14     | 19      | 0       | 149  | 492        |
| 19   | Finsko (1)        | 2B     | Tommy Jansson             | Eagle Owl's Quirinus                   | LR      | 15     | 12     | 16     | 20     | 14     | 20     | 12     | 13     | 20     | 6       | 16      | 164  | 492        |
| 19   | Finsko (1)        | 2C     | Elena Igonen              | Kaikuhaukun Ilmarinen                  | LR      | 19     | 10     | 6      | 20     | 16     | 20     | 14     | 20     | 16     | 19      | 19      | 179  | 492        |
| 20   | Nizozemsko (2)    | 29A    | Robert Boisenbroek        | Leannanalba Droigheann                 | LR      | 10     | 20     | 0      | 18     | 16     | 18     | 19     | 14     | 12     | 15      | 0       | 142  | 482        |
| 20   | Nizozemsko (2)    | 29B    | Ingrid van de Ven         | Bubbles van de Vaortkaant              | LR      | 20     | 18     | 20     | 20     | 18     | 19     | 11     | 12     | 16     | 0       | 0       | 154  | 482        |
| 20   | Nizozemsko (2)    | 29C    | Rob Schmidt –             | Cerbel Ambassador                      | LR      | 14     | 20     | 12     | 16     | 18     | 18     | 19     | 16     | 20     | 15      | 18      | 186  | 482        |
| 21   | Německo (1)       | 19A    | Rainer Kern –             | Stoatshead Agito                       | LR      | 20     | 16     | 15     | 19     | 17     | 12     | 0      | 18     | 14     | 17      | 18      | 166  | 482        |
| 21   | Německo (1)       | 19B    | Susanne Grün              | Capper of Sinders Stream Valley        | LR      | 15     | 20     | 16     | 20     | 10     | 12     | 10     | 14     | 16     | 12      | 10      | 155  | 482        |
| 21   | Německo (1)       | 19C    | Freddy Ringwald           | CrossSearcher Askia Sari               | LR      | 18     | 20     | 18     | 17     | 0      | 15     | 16     | 10     | 16     | 19      | 12      | 161  | 482        |
| 22   | Německo (4)       | 32A    | Thorsten Helmrath –       | Go Back Finlaggan                      | LR      | 15     | 14     | 20     | 16     | 16     | 18     | 19     | 20     | 12     | 20      | 20      | 190  | 481        |
| 22   | Německo (4)       | 32B    | Klaus Jeromin             | Happymover Gene-Floyd                  | GR      | 14     | 20     | 6      | 19     | 17     | 17     | 20     | 18     | 14     | 0       | 14      | 159  | 481        |
| 22   | Německo (4)       | 32C    | Ariane Frohne             | Charming Luis vom Kleinen Hülser Berg  | LR      | 10     | 8      | 7      | 15     | 0      | 15     | 0      | 20     | 20     | 18      | 19      | 132  | 481        |
| 23   | Nizozemsko (1)    | 21A    | Nico Huisman              | Blankaard Tinka                        | LR      | 14     | 12     | 15     | 14     | 18     | 14     | 17     | 6      | 6      | 18      | 12      | 146  | 473        |
| 23   | Nizozemsko (1)    | 21B    | Joost de Fouw –           | Go Back Balvenie                       | LR      | 18     | 10     | 20     | 17     | 18     | 5      | 13     | 20     | 16     | 19      | 20      | 176  | 473        |
| 23   | Nizozemsko (1)    | 21C    | Mart van de Wiel          | Cooper van de Vaortkaant               | LR      | 15     | 4      | 12     | 17     | 15     | 18     | 14     | 15     | 14     | 10      | 17      | 151  | 473        |
| 24   | Norsko (3)        | 28A    | Rarnhlld Hammelbo         | Copperbirch Blackfoot                  | LR      | 16     | 12     | 20     | 18     | 18     | 12     | 19     | 8      | 16     | 10      | 10      | 159  | 472        |
| 24   | Norsko (3)        | 28B    | Tove Svindland            | Batmoors' Leadhills Birnock            | LR      | 19     | 4      | 18     | 20     | 20     | 7      | 14     | 0      | 15     | 15      | 15      | 147  | 472        |
| 24   | Norsko (3)        | 28C    | Helen Gram Debuse –       | Labdom Roe                             | LR      | 16     | 12     | 10     | 18     | 17     | 18     | 0      | 18     | 20     | 20      | 17      | 166  | 472        |
| 25   | Finsko (3)        | 14A    | Heli Kostian –            | Lekking After Snow White               | LR      | 15     | 12     | 0      | 17     | 10     | 12     | 18     | 14     | 8      | 17      | 19      | 142  | 464        |
| 25   | Finsko (3)        | 14B    | Markku Kankkunen          | Kaikuhaukun Wellamo                    | LR      | 20     | 16     | 18     | 17     | 10     | 4      | 18     | 17     | 0      | 20      | 10      | 150  | 464        |
| 25   | Finsko (3)        | 14C    | Marika Tani               | Eagle Owl's Luna                       | LR      | 14     | 10     | 12     | 15     | 15     | 18     | 19     | 18     | 14     | 19      | 18      | 172  | 464        |
| 26   | Dánsko (3)        | 35A    | Kristian Olesen           | Michnos Izar                           | LR      | 13     | 14     | 17     | 0      | 20     | 4      | 20     | 0      | 8      | 19      | 19      | 134  | 460        |
| 26   | Dánsko (3)        | 35B    | Finn Mikkelsen            | Azumi                                  | LR      | 17     | 0      | 18     | 20     | 20     | 10     | 0      | 20     | 12     | 18      | 0       | 135  | 460        |
| 26   | Dánsko (3)        | 35C    | Steen Bisgaard            | Webley                                 | LR      | 19     | 16     | 16     | 15     | 19     | 20     | 13     | 19     | 20     | 18      | 16      | 191  | 460        |
| 27   | Dánsko (4)        | 13A    | Stig Andersen             | Stenbury Black Fighter                 | LR      | 0      | 10     | 18     | 0      | 0      | 18     | 17     | 16     | 12     | 20      | 15      | 126  | 445        |
| 27   | Dánsko (4)        | 13B    | Holger Blom Davidsen –    | Thirsgaards I Caught Fire              | LR      | 20     | 16     | 20     | 18     | 17     | 8      | 13     | 17     | 12     | 10      | 16      | 167  | 445        |
| 27   | Dánsko (4)        | 13C    | Dorte Klarskov Mahler     | Gleen Mhor's Mia                       | GR      | 20     | 20     | 20     | 17     | 16     | 20     | 0      | 16     | 4      | 5       | 14      | 152  | 445        |
| 28   | Rakousko (2)      | 8A     | Martina Schrattenecker –  | Quess of Lubberland                    | LR      | 13     | 4      | 18     | 19     | 17     | 19     | 20     | 10     | 12     | 1       | 14      | 147  | 439        |
| 28   | Rakousko (2)      | 8B     | Barbara Stadlhuber        | Xandro vom Fichtenhorst                | LR      | 17     | 12     | 20     | 18     | 17     | 18     | 18     | 19     | 10     | 2       | 14      | 165  | 439        |
| 28   | Rakousko (2)      | 8C     | Christian Puchner         | Nelson of Lubberland                   | LR      | 18     | 16     | 10     | 0      | 17     | 15     | 0      | 0      | 19     | 15      | 17      | 127  | 439        |
| 29   | Švédsko (4)       | 33A    | Tomas Södertröm –         | Sea-Croft Teal                         | LR      | 15     | 14     | 20     | 19     | 15     | 6      | 0      | 18     | 16     | 20      | 19      | 162  | 435        |
| 29   | Švédsko (4)       | 33B    | Jan Wiberg                | Lakedown Diawl Bach                    | LR      | 20     | 8      | 0      | 18     | 20     | 0      | 17     | 20     | 14     | 16      | 0       | 133  | 435        |
| 29   | Švédsko (4)       | 33C    | Håkan Rosvall             | Meadowlark Final Poacher               | LR      | 14     | 0      | 6      | 14     | 20     | 14     | 0      | 16     | 20     | 18      | 18      | 140  | 435        |
| 30   | Finsko (4)        | 16A    | Esa Schön –               | Grassduck's Black Rapid                | LR      | 20     | 20     | 10     | 17     | 20     | 17     | 10     | 20     | 18     | 19      | 0       | 171  | 421        |
| 30   | Finsko (4)        | 16B    | Elina Salo                | Hardrocks Artists Life                 | LR      | 14     | 4      | 16     | 20     | 0      | 18     | 17     | 0      | 18     | 8       | 0       | 115  | 421        |
| 30   | Finsko (4)        | 16C    | Pekka Tuomi               | Mehtälammen Dixie                      | LR      | 20     | 8      | 0      | 18     | 13     | 0      | 18     | 20     | 20     | 18      | 0       | 135  | 421        |
| 31   | Belgie (1)        | 18A    | Nils De Peuter –          | Flying Kangaroo Ighor                  | GR      | 17     | 20     | 20     | 16     | 20     | 18     | 12     | 20     | 8      | 19      | 14      | 184  | 419        |
| 31   | Belgie (1)        | 18B    | Gaston Maerievoet         | Hoshi of The Charmed Angel             | LR      | 17     | 12     | 0      | 17     | 16     | 10     | 0      | 10     | 8      | 13      | 10      | 113  | 419        |
| 31   | Belgie (1)        | 18C    | Jelle Huysmans            | Hunter's Moonlight Bluebell Gwendolyne | NSR     | 14     | 10     | 8      | 14     | 14     | 6      | 0      | 10     | 16     | 18      | 12      | 122  | 419        |
| 32   | Norsko (1)        | 36A    | Hege C. Dahl              | Meadowlark Yr Wyddfa                   | LR      | 15     | 16     | 0      | 16     | 17     | 0      | 19     | 12     | 19     | 16      | 10      | 140  | 418        |
| 32   | Norsko (1)        | 36B    | Åse Tøfte                 | Meadowlark Ballyboy                    | LR      | 15     | 12     | 20     | 20     | 17     | 19     | 16     | 20     | 18     | 0       | 0       | 157  | 418        |
| 32   | Norsko (1)        | 36C    | Heidi Kvan –              | Waternuts Man Of The Moment            | FCR     | 19     | 18     | 14     | 17     | 10     | 19     | 0      | 0      | 20     | 4       | 0       | 121  | 418        |
| 33   | Belgie (2)        | 9A     | Geert Strubbe –           | Born-Flat Black Lace                   | FCR     | 14     | 8      | 20     | 2      | 20     | 15     | 10     | 18     | 6      | 0       | 18      | 131  | 403        |
| 33   | Belgie (2)        | 9B     | Erwin Ketels              | Heaven Of The Charmed Angel            | LR      | 10     | 0      | 20     | 11     | 17     | 14     | 15     | 4      | 18     | 11      | 0       | 120  | 403        |
| 33   | Belgie (2)        | 9C     | Olivier Martens           | Ikoran Off Quinbessie                  | GR      | 12     | 18     | 10     | 17     | 20     | 6      | 15     | 0      | 20     | 19      | 15      | 152  | 403        |
| 34   | Labradors On Fire | 31A    | Louise Munchaus Adsbøl –  | Darfys Mika                            | LR      | 14     | 8      | 20     | 16     | 15     | 19     | 18     | 0      | 0      | 10      | 18      | 138  | 396        |
| 34   | Labradors On Fire | 31B    | Ruth Simonsen             | Lærkereden's Lærke                     | LR      | 0      | 4      | 20     | 14     | 14     | 19     | 12     | 8      | 20     | 13      | 16      | 140  | 396        |
| 34   | Labradors On Fire | 31C    | Ole Meinert Pedersen      | Michnos Friend Monica Geller           | LR      | 13     | 16     | 6      | 13     | 18     | 16     | 0      | 0      | 16     | 20      | 0       | 118  | 396        |
| 35   | Nizozemsko (3)    | 4A     | Rob Dings –               | Vidar Solveig van de Bleckinkhof       | GR      | 18     | 10     | 6      | 18     | 14     | 18     | 19     | 18     | 15     | 4       | 8       | 148  | 396        |
| 35   | Nizozemsko (3)    | 4B     | Henk de Ronde             | Fridayman Mick van de Bleckinkhof      | GR      | 8      | 4      | 0      | 19     | 19     | 4      | 16     | 19     | 20     | 10      | 0       | 119  | 396        |
| 35   | Nizozemsko (3)    | 4C     | Han Aus dem Kamen         | Autumn Hail of the Robin's Nest        | GR      | 17     | 0      | 10     | 14     | 18     | 0      | 18     | 20     | 16     | 16      | 0       | 129  | 396        |
| 36   | Golden Surprise   | 26A    | Joe Christensen –         | Sungold Speedy Gonzales                | GR      | 15     | 0      | 6      | 0      | 14     | 12     | 0      | 20     | 0      | 13      | 0       | 80   | 353        |
| 36   | Golden Surprise   | 26B    | Gitte Garrido             | Shootdog Golden Pocket                 | GR      | 15     | 12     | 20     | 18     | 20     | 14     | 15     | 18     | 20     | 0       | 17      | 169  | 353        |
| 36   | Golden Surprise   | 26C    | Palle Ingemann            | Doubleuse Grousemountain               | GR      | 7      | 20     | 8      | 0      | 14     | 16     | 0      | 0      | 20     | 19      | 0       | 104  | 353        |

1. ↑  Jan Lorenzen –

### Průběžné výsledky
| Země / název týmu | St. č. | I. den | I. den | II. den | II. den | Celk. body | Celk. poz. | Posun† |
| Země / název týmu | St. č. | Body   | Poz.   | Body    | Poz.    | Celk. body | Celk. poz. | Posun† |
| ----------------- | ------ | ------ | ------ | ------- | ------- | ---------- | ---------- | ------ |
| Dánsko (1)        | 1      | 367    | 1      | 233     | 1       | 600        | 1          | 0      |
| Dánsko (2)        | 5      | 354    | 2      | 215     | 3       | 569        | 2          | 0      |
| Maďarsko (2)      | 17     | 351    | 3      | 197     | 11      | 548        | 3          | 0      |
| Norsko (4)        | 6      | 328    | 10     | 215     | 3       | 543        | 4          | 6      |
| Itálie (1)        | 34     | 329    | 9      | 211     | 6       | 540        | 5          | 4      |
| Německo (3)       | 27     | 316    | 16     | 222     | 2       | 538        | 6          | 10     |
| Švédsko (1)       | 11     | 331    | 8      | 201     | 10      | 532        | 7          | 1      |
| German Blackthorn | 7      | 344    | 4      | 187     | 17      | 531        | 8          | -4     |
| Německo (2)       | 10     | 326    | 12     | 203     | 9       | 529        | 9          | 3      |
| Švédsko (3)       | 3      | 322    | 14     | 204     | 8       | 526        | 10         | 4      |
| Švédsko (2)       | 25     | 322    | 14     | 192     | 15      | 514        | 11         | 3      |
| Finsko (2)        | 22     | 308    | 19     | 205     | 7       | 513        | 12         | 7      |
| Norsko (2)        | 23     | 325    | 13     | 188     | 16      | 513        | 13         | 0      |
| Djurbergas        | 30     | 312    | 17     | 197     | 11      | 509        | 14         | 3      |
| Rakousko (3)      | 15     | 327    | 11     | 181     | 19      | 508        | 15         | -4     |
| Švýcarsko (1)     | 24     | 290    | 26     | 212     | 5       | 502        | 16         | 10     |
| Team FT-Denmark   | 20     | 339    | 6      | 162     | 25      | 501        | 17         | -11    |
| Česko (1)         | 12     | 332    | 7      | 161     | 26      | 493        | 18         | -11    |
| Finsko (1)        | 2      | 310    | 18     | 182     | 18      | 492        | 19         | -1     |
| Nizozemsko (2)    | 29     | 344    | 4      | 138     | 31      | 482        | 20         | -16    |
| Německo (1)       | 19     | 306    | 21     | 176     | 20      | 482        | 21         | 0      |
| Německo (4)       | 32     | 286    | 29     | 195     | 13      | 481        | 22         | 7      |
| Nizozemsko (1)    | 21     | 300    | 23     | 173     | 22      | 473        | 23         | 0      |
| Norsko (3)        | 28     | 308    | 19     | 164     | 24      | 472        | 24         | -5     |
| Finsko (3)        | 14     | 290    | 26     | 174     | 21      | 464        | 25         | 1      |
| Dánsko (3)        | 35     | 291    | 25     | 169     | 23      | 460        | 26         | -1     |
| Dánsko (4)        | 13     | 288    | 28     | 157     | 28      | 445        | 27         | 1      |
| Rakousko (2)      | 8      | 306    | 21     | 133     | 32      | 439        | 28         | -7     |
| Švédsko (4)       | 33     | 240    | 35     | 195     | 13      | 435        | 29         | 6      |
| Finsko (4)        | 16     | 280    | 30     | 141     | 30      | 421        | 30         | 0      |
| Belgie (1)        | 18     | 261    | 33     | 158     | 27      | 419        | 31         | 2      |
| Norsko (1)        | 36     | 299    | 24     | 119     | 36      | 418        | 32         | -8     |
| Belgie (2)        | 9      | 274    | 32     | 129     | 33      | 403        | 33         | -1     |
| Labradors On Fire | 31     | 275    | 31     | 121     | 35      | 396        | 34         | -3     |
| Nizozemsko (3)    | 4      | 250    | 34     | 146     | 29      | 396        | 35         | -1     |
| Golden Surprise   | 26     | 226    | 36     | 127     | 34      | 353        | 36         | 0      |

† Rozdíl pozic mezi prvním dnem a konečným pořadím.

## Fotogalerie

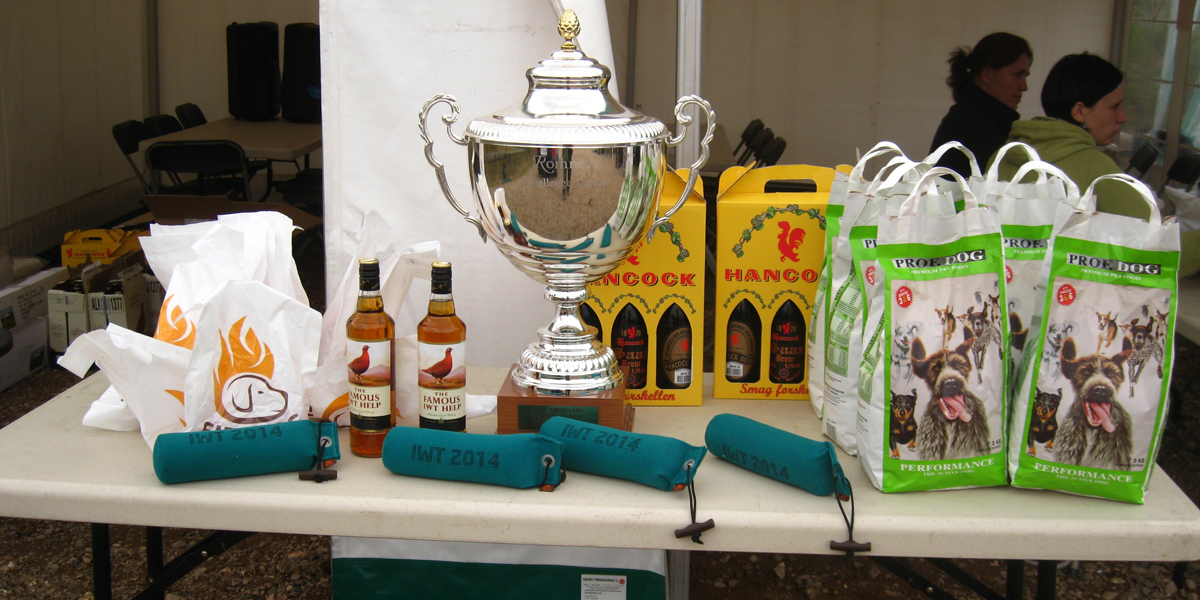
Romney's Challenge Trophy
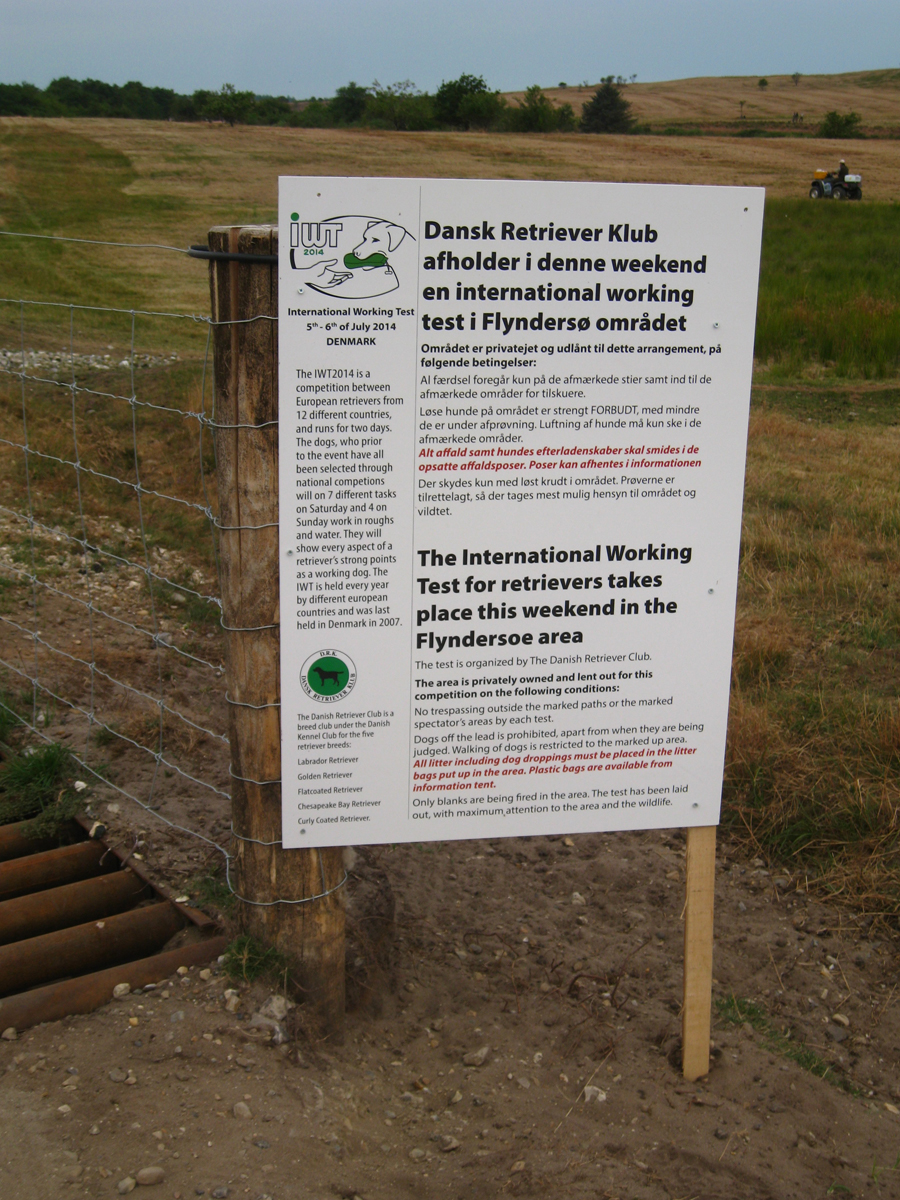
Cedule upozorňující na probíhající IWT 2014
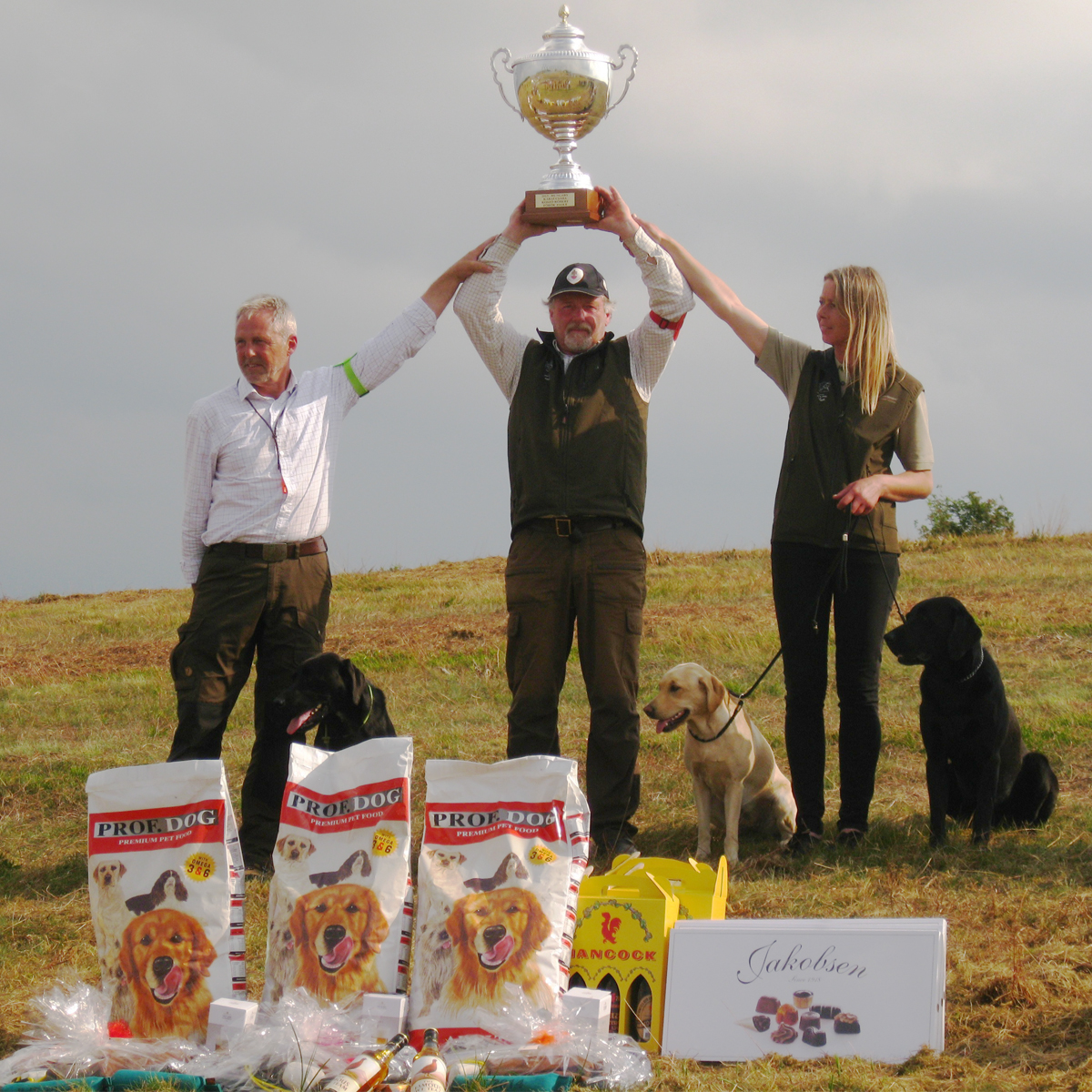
Vítězný tým: Brian Rasmussen, Danny Fraser, Tanja Thorsen